# Межгорье (Приморский край)
Межго́рье — село в Кировском районе Приморского края. Входит в состав Крыловского сельского поселения.

## География
Село Межгорье стоит на левом берегу реки Крыловка (правый приток Уссури) в 8 км до её устья, от села до правого берега Уссури около 5 км.
Село Межгорье расположено к юго-востоку от районного центра посёлка Кировский на автодороге Глазовка — Покровка. К северу от села Межгорье находится село Преображенка, к югу — сёла Владимировка и Марьяновка.
Расстояние до посёлка Кировский (через Архангеловку) около 23 км.
На восток от села Межгорье идёт дорога к селу Крыловка, далее — к Большим Ключам,  Хвищанке, Горному.

## Население
| 1915 | 1926 | 2002 | 2005 | 2010 |
| ---- | ---- | ---- | ---- | ---- |
| 553  | ↘486 | ↘142 | ↘122 | ↘100 |

## Улицы
| - ул. Верхняя, - ул. Крайняя, - ул. Нижняя, | - ул. Центральная, - ул. Шоссейная. |

## Экономика
Сельскохозяйственные предприятия Кировского района.